# هیرویوکی ماتسوموتو
هیرویوکی ماتسوموتو (انگلیسی: Hiroyuki Matsumoto؛ زادهٔ ۹ ژوئیهٔ ۱۹۸۹) بازیکن فوتبال اهل ژاپن است.